# スポンジ・ボブ
『スポンジボブ・スクエアパンツ』（日本語版の名称は『スポンジ・ボブ』、原題: SpongeBob SquarePants）は、ニコロデオン他で放送されているアメリカ合衆国のテレビアニメ。また、その主人公の名前。日本では主にNHK教育テレビ（現：NHK Eテレ）で放送されている。

## 概要
架空の海底都市「ビキニタウン」を舞台にスポンジ・ボブと仲間達が巻き起こす様々な出来事を描くギャグアニメ。原作者のステファン・ヒーレンバーグは海とアニメーションに興味があり、海底が舞台である本作を考案した。
アメリカでは子供だけでなく大人までも虜にし、子供向けアニメの第一線を走っている（オアシスのリアム・ギャラガーも大ファン）。日本ではキャラクターグッズ先行で人気が出始めた。また、ニンテンドーDS、Wiiなどゲームソフトも発売されている（日本ではその中の一部作品のみリリース）。なお日本のグッズ販売で見られる「ボブ」という呼び方は誤りである。なお、スポンジボブが一切主役を担当しない回でも、すべての回で必ずスポンジボブは登場するが、シーズン14の"BassWard"でこの法則は初めて破られた。

## 本作の誕生

### 初めのひらめき
原作者のステファン・ヒーレンバーグは、絵を描くことや海の生き物が好きな少年時代を送った。彼は大学で生物海洋学と美術を専攻し、1984年に卒業。その後、カリフォルニア州の海洋研究所で、海洋科学や海事史について教えることに打ち込んだ。ヒーレンバーグは海洋研究所で子供達のために教材マンガを描いてみたらと勧められ、研究所の留学生に海の生物の生態について説明するため『The Intertidal Zone』というコミックを描いた。このコミックには、擬人化した海の生物が描かれていた。彼は仕事としてこのコミックを発売しようとしたが、当時はどこの会社にも興味を持たせられず本屋で売られることはなかった。

### 発想
研究所で働いていた間、ヒーレンバーグはアニメーションフェスティバルに参加した。彼は専門の仕事をしたいと決め、海洋研究所をやめてカリフォルニア美術大学でアニメーションの勉強をした。ヒーレンバーグは後にフェスティバルで、相対性理論についての映画『Wormholes』を上映 。これがきっかけで彼は『ロッコーのモダンライフ』のクリエイターのジョー・マレーと出会う。マレーはこの映画のスタイルに感動し、彼に仕事を勧めた。ヒーレンバーグは『ロッコーのモダンライフ』のプロデューサーとクリエイティブディレクターとしてシーズン3まで参加した。『The Intertidal Zone』を読んだ脚本家のマルティン・オルソンは、テレビシリーズのようなものを作れとヒーレンバーグを励まし、ヒーレンバーグはそれがきっかけで『The Intertidal Zone』のキャラクターを発展しアニメ作品を作り始める。ヒーレンバーグは「Bob the Sponge」（スポンジのボブ）の発展に集中した。彼は新しいキャラクターをチャールズ・チャップリン、ローレルとハーディ、ジェリー・ルイス、ピーウィー・ハーマンなどのような、無邪気で子供らしいものと決めて、さらにキッチンの四角いスポンジもキャラクターのモデルにし完全にアイデアを形にした。また、本作のオープニングでキャプテンが呼びかける「準備はいいかね？」「聞こえないぞ？」の台詞はヒーレンバーグが海洋研究所でガイドの時に子供達とした掛け合いが元になっている。シーズン11ではスポンジ・ボブ本編にも「The Tidal Zone」の単語が登場した。

## 製作

### エグゼクティブプロデューサーとショーランナー
ステファン・ヒーレンバーグは本作のエグゼクティブプロデューサーとショーランナーを放送開始から2004年（シーズン3）まで務めた。ヒーレンバーグは当初劇場版1作である『スポンジ・ボブ/スクエアパンツ ザ・ムービー』でシリーズを完結する予定だったが、ニコロデオン側はより多くのエピソードを望んでいた。ヒーレンバーグは以後シリーズの製作に直接関与しなかったが、シリーズのアドバイザリーや各エピソードの評論はしていた。ヒーレンバーグはショーランナーにポール・ティビットを指定した。ティビットは2015年までショーランナーを務めた。2008年から2016年まではエグゼクティブプロデューサーも務めた。
2014年に、ヒーレンバーグはシリーズのエグゼクティブプロデューサーに復帰することが発表された。
ヒーレンバーグは2017年3月に筋萎縮性側索硬化症（ALS）を患っていることを公表。2018年11月26日に57歳で死去したため、事実上の追悼回(SP回）は2019年制作の「スポンジ・ボブの誕生日」（全二話）となった。

### 脚本
脚本家のルーク・ブルックシャーは「本作は多くのテレビ番組とは違って描かれている」と言っている。エピソードの脚本は、2ページの線画で始まる。ストーリーボードのディレクターが線画をとり、それを完全なエピソードに展開する。この段階でギャグや対話を追加する。メリウェザー・ウィリアムズはインタビューで自分とミスター・ローレンスは午後に草稿を書いて4時に終わると説明した。
ヒーレンバーグは『ロッコーのモダンライフ』で働いていたアラン・スマート、ニコラス・R・ジェニングス、デレク・ドライモンを選んだ。ヘッドライターのスティーブン・バンクスは「脚本家達はアイデアが思いつくと前提を書き、ストーリーを説明して略図を書き、そしてストーリーボーダー達がストーリーボードパネルを描きながら対話を描く」「私達は脚本を書いておらず、それが違いをもたらした」と言っている。
執筆スタッフは、エピソードのストーリーに自分の人生経験を元にしており、『シークレットボックス』『悪いことば』などのエピソードのアイデアはドライモンの子供時代の経験が元になっている。

### キャスティング
メインキャストはトム・ケニー、ビル・ファッガーバッケ、ロジャー・バンパス、クランシー・ブラウン、キャロリン・ローレンス、ミスター・ローレンスの6名である。
トム・ケニーは主人公のスポンジ・ボブ役のほか、他にもゲイリーやナレーション、スポンジ・ボブの父親なども演じている（実写パートではスポンジ・ボブファンクラブの会長海賊パッチーも演じている）。
ビル・ファッガーバッケはスポンジ・ボブの親友パトリック役で、ヒーレンバーグはパイロットフィルムを作っている時オーディションを行って選ばれた。
ロジャー・バンパスはスポンジ・ボブの仕事仲間のイカルド役である。ヒーレンバーグは当初ミスター・ローレンスを選ぶ予定だった。
クランシー・ブラウンはスポンジ・ボブとイカルドの上司カーニ役を演じる。
キャロリン・ローレンスはスポンジ・ボブの友達サンディを演じている。
ミスター・ローレンスはカーニのライバルのプランクトン役で、他にもロブスターのラリーなどのキャラクターも担当する。また、彼は脚本と兼任している。
他にも、カレン、パフ先生、パール、さまよえるオランダ人、イカリム役などはそれぞれジル・ティレイ、メアリー・ジョー・キャトレット、ローリー・アラン、ブライアン・ドイル＝マーレイ、ディー・ブラッドリー・ベイカーが担当している。なお、ティレイはスポンジ・ボブ役のケニーの妻である。
なお、同じく人気のある『ザ・シンプソンズ』との差別化を図るため、有名人をゲストに起用しないようにする方針が立てられていた。
ゲストとして有名人が起用されたケースとしては、スポンジ・ボブとパトリックが憧れている正義の味方マーメイドマンとフジツボボーイの役として、それぞれアーネスト・ボーグナイン、ティム・コンウェイが演じている（ボーグナインは2012年、コンウェイは2019年に死去）。また、『スポンジ・ボブとビーーッグウェ〜ブ』では、ゲストとしてジョニー・デップが出演した。

#### 日本語版声優
日本語版では5名(シーズン9以降は6名以上に増えた)の声優陣が兼役で性別と年齢問わず担当している。テレビシリーズでは、放送開始当初はマウスプロモーションがキャスティングを仕切っていたが、奥田の事務所移籍や、複数に及ぶキャスティングの変更もあって、シーズン9の時点で純粋なマウスプロモーション所属者は松浦のみとなった。
鶴博幸→松野太紀→宮田幸季は主人公・スポンジ・ボブ役で、兼役を演じるシーンは少ないが、一部の回ではスポンジ・ボブの父親を担当している。鶴はシーズン3まで担当し、シーズン4以降は松野が演じていた。多くは男性役のみ担当である。松野はキャラクターの魅力を「天真爛漫なところ」と語っており、演じる上でもその部分を大事にしているという。また、スポンジ・ボブが変装していたキャラクターや、強気なスポンジ・ボブの声も演じ分けている。松野が2024年に死去して以降、シーズン13後期からのスポンジ・ボブ役を宮田幸季に変更された。スポンジ・ボブ以外にも、宮田は松野からスポンジ・ボブの父親をはじめ複数のキャラクターの声を引き継いでいる。
谷育子は初代パトリックとカレン、パフ先生、ベビー・プルーンとカーニの長女パールなどを担当。主にゲストは老婆の役を担当していた。演じているのは女性役のみではなくパトリック、ジム、バブルバス、ジーン・ホタテなどと言った男性役も演じていた。劇場版2およびシーズン9以降からはパトリックとバブルバスはかぬか光明と拝真之介が担当、カレン、パフ先生、パールは高橋里枝が担当。ベビー・プルーンとしては反町有里が担当している。かぬかは他にもラスティー・リケッツ、雪男ガニ、カドル・イー・ハグスなど男性役を担当。主にゲストは老人の役を担当している。また、パトリックは原語版に似ている声で担当している。女性役の方はかぬかではなく高橋であり、高橋はこれまで谷が演じてきたような中年女性や老婆の役を担当しているが、男性役を担当することはほとんどない（高橋は他のアニメなら男性役を担当したことがある）。
納谷六朗は初代イカルド、マーメイドマン、ウォーカーじいさん、さまよえるオランダ人、マン・レイ、ダーティー・バブル、ケビン、ジェンキンス、ネプチューン王（TVシリーズ）、海賊パッチーなどを担当。老人や男性系の役柄を多く演じた。演じているのは男性役のみでは無く、時々は女性役とされる初代イカルドの母親やパトリックのお姉ちゃんを担当する場合があった。2014年に死去して以降、劇場版2およびシーズン9からのイカルドは上田燿司が担当している。上田はイカルドの他にも兼役を多く担当しており、マン・レイや海賊パッチーもイカルドと同じく上田が担当。ウォーカーじいさんは上田ではなくかぬかが、ネプチューン王とさまよえるオランダ人とマーメイドマンとしてはボルケーノ太田と隈本吉成と佐々木祐介が担当している。上田は過去の奥田が演じていた役を一部演じていることがある。そして、上田は少年役と青年役を担当したことがあるが、上田と隈本は女性役を担当するかは不明である（イカルドの母親なら高橋が演じているがプランクトンのペットである無性別のスポットなら上田本人が演じている）。
奥田啓人はカーニやラリー、フジツボボーイ、イカリム、トリトン王子、海賊ペインティー、ナレーションなどを担当。主に青年役を担当している。多くは男性役のみ担当である。キャラによって声のトーンが異なる。シーズン9以降、初回から参加している唯一の声優である。シーズン9以降は納谷が演じていた役を一部演じている（ケビン、ダーティー・バブルなど）。
小木曽祐子→松浦チエはサンディやプランクトンを担当。女性のみならず、プランクトンなどの男性役（少年や青年を含む）も担当している。小木曽はシーズン3中期まで担当し、シーズン3後期からは松浦が担当している。なお、男性役は基本的にはシーズン8までである。シーズン9以降からは声優陣の交代によって、プランクトン、サンディの従兄弟、一部の男児以外の男性役はほとんど担当しなくなった。他の男性役はその代わりにかぬかや上田が担当することが多い。プランクトンについては、担当者が変更されずシーズン9以降でも松浦のままである。
『スポンジ・ボブとアトランティス、行きたいんデス』では忌野清志郎（ニコロデオン版。NHK版では安原義人）が、『スポンジ・ボブとビーーッグウェ〜ブ』では小栗旬（DVDでは林和良）がゲストで出演したこともある。
シーズン9より山下直也やニケライ・ファラナーゼなどといったゲスト声優も出演するようになった。

### アニメーション
およそ50人が制作するために働いている。シリーズはカリフォルニアのバーバンクにある「ニコロデオン・アニメーション・スタジオ」と韓国にある「ラフ・ドラフトコリア」で製作されている。
放送開始当初はセルアニメで作られていたが、シーズン2からデジタル制作に移行された。『スポンジ・ボブの真実』では、クレイアニメの特別版オープニングが登場した。『スポンジ・ボブのクリスマス』や『怖いものはおもしろい』は、ストップモーションで作られている。
ステファン・ヒーレンバーグ氏が脚本に関わっていたのはシーズン1~3および劇場版一作目までで、シーズン4~10は一般には大衆からの評価がかなり低い傾向にある。そのため、シーズン9は劇場版の影響で五年間にわたってエピソードが制作され続けた。ただし、劇場版二作目の制作を皮切りにステファン・ヒーレンバーグは逝去する2018年まで脚本に再度関わるようになったため、シーズン11以降の全話、およびステファン氏が亡くなった後も話のギャグのバランスが大幅に変更されている。 
また、シーズン8まではアスペクト比4:3の標準画質映像で、シーズン9以降は16:9のハイビジョンで制作されている。（ただし、『スポンジ・ボブの真実』・『スポンジ・ボブのクリスマス』では例外的にハイビジョン制作だが、DVD版では4:3で収録。また、『スポンジ・ボブの真実』で放送された特殊OPも収録されていない。）

## 用語
作中で登場する舞台や乗り物、食べ物や飲み物などのこと。一部の用語では、日本版のものと原語版のものが異なる場合がある。

### 舞台
ビキニタウン（Bikini Bottom）
原語版では「ビキニ・ボトム」。かつては「ビキニ・ガルチ」と言う町名だった。スポンジ・ボブやパトリックなどの家、「カニカーニ」、「エサバケツ亭」などがある海底の町。この物語内でのほとんどの出来事がこのビキニタウンで行われる。人口は『ボクはだれボブ?』では538人である。劇場版2ではカーニバーガーがなくなったことで住民が暴動を起こし、荒廃してしまう。また、『スポンジ・ボブの日記』では他人の日記を勝手に見ることがビキニタウンにおいて重罪とされている。
ビキニタウンの背景には、大きな花のようなものが描かれており、地上での雲のようなものとされている。
ビキニタウンの場所はビキニ環礁のサンゴ礁の下と言われることがある。
カニカーニ（Krusty Krab）
原語版では「クラスティ・クラブ」。カーニがオーナーをしているレストラン（ハンバーガー店）で、ビキニタウンの住人たちが利用する。当時高校生だったカーニが、今の建物の形で、「Krabby Patties」と書かれたキャスター付きの箱を学校に持っていって、人気になったのが始まりとされている。フライ係はスポンジ・ボブ、レジ係やウェイターはイカルド（最初はフライ係だったが嫌われる）。たまにパトリックが働いたこともあった。従業員は錨のマークのついた帽子をかぶる。スポンジ・ボブやプランクトンなどによって何度か破壊されているが次の回までには元に戻っている。カーニの部屋の金庫の中に秘密のレシピが入っている。一度、有名料理評論家のジーン・ホタテが登場した。スポンジ・ボブが店に遅刻しないようカニカーニに引っ越したことがある。 夜は営業していないが「恐怖の深夜勤務」や「夜のナイトバーガー」などは営業している。
エピソードによってレギュラーキャラ以外の店員がいて、「おばあちゃんとの約束」ではプランクトンがボス。また、「僕は店長代理」ではスポンジボブが店長の代理をしていた。 パール・パフ先生・ラリーなどもここで仕事をしていた。
『スポンジ・ボブの真実』の時点で設立117周年を迎えている。
外見のモチーフはロブスターの罠がモデルになっている。また、当初名前は「Crusty Crab」の予定だったが、CからKに変更された。
劇場版1 や「ボクは有名人」ではカニカーニ2号店も登場する。
エサバケツ亭（Chum Bucket）
プランクトンがオーナーのレストランで、カレンやスポットらも勤務している。初登場時の名称は「プランクトンの汚いバケツ」だった。最初は普通の形状で、「Chum Bucket」と書かれており中に材料がぎっしり詰まっていたバケツを学校に持っていったのが始まりだったが、カニカーニの前にあるため人気が無く、店内にはホコリだらけでホコリのウサギがあるほど。また、トイレも汚く臭い。店の奥には研究施設がある。「プランクトン、降参する？」ではエサポリウム亭という雑貨屋にリフォームした。一度だけマーメイドマンとフジツボボーイを使ってチリソースバーガーを売り出し、たくさんの客を入れたことがある。「秘密のレシピが盗まれた」ではいろんな罠がある。
なお、Chumは英語で「仲良し」を意味するものの、ここでは寄せ餌（エサ）という意味である。
スポンジ・ボブの家（SpongeBob's House）
日本国外の名称は「124コンチストリート（124 Conch Street）」と表記される。
スポンジ・ボブとゲイリーが住むパイナップルハウス。オープニングでも登場している。「パトリックの歌」などで壊されるが、次の回では元に戻っている。
イカルドの家（Squidward's House）
日本国外の名称は「122コンチストリート（122 Conch Street）」と表記される。
イカルドが住むモアイ像のような形の家。スポンジ・ボブの家とパトリックの家の間にある。元々はイカイカパラダイスの第176番地にあった。
パトリックの家（Patrick's House）
日本国外の名称は「120コンチストリート（120 Conch Street）」と表記される。
パトリックが住む屋根の岩と砂でできた家で、イカルドの家の隣にある。岩の下は何もない時と、地下室のように部屋がある時と二通りある。
カーニの家 (Mr. Krabs and Pearl's House)
カーニと娘のパールが住む錨の家で、「うるさい長靴」から「カーニさんの花嫁」まで登場した。
サンディのツリードーム（Sandy's Treedome）
サンディが住む家。中央に大きな木の家がある。海水は無く、地上からの空気がある。水の生き物たちは中では水の入ったヘルメットをかぶる。
シェル・スタジアム（Oyster Stadium）
原語版では「オイスター・スタジアム」。1984年成立。
ビキニタウンにある水族館で、初出は「疑惑のピーナッツ」である。巨大な貝「ジャイアント・クラム（Clamu）」が飼育されている。
ミセス・パフ教習所（Mrs. Puff's Boating School）
パフ先生が校長を務めるボート教習所。様々な生徒が通っているが、スポンジ・ボブのクラスでは彼一人だけが真面目に授業を受けている。
クラゲ畑（Jellyfish Fields）
多数のクラゲが生息している土地で、スポンジ・ボブがよくここへクラゲ獲りに行く。青いクラゲが一匹いる。キングクラゲとクイーンクラゲもたまに登場する。『クラゲ畑を取り戻せ!』ではプランクトンの企みでクラゲ畑は高速道路になってしまうが、スポンジ・ボブ達の活躍でクラゲ畑は救われる。
シェーディー老人ホーム（Shady Shoals Rest Home）
マーメイドマンやフジツボボーイが住んでいる老人ホーム。元々はカニカーニがシェーディー老人ホームだった。 スポンジボブも来たことがある。
グー・ラグーン（Goo Lagoon）
ビキニタウンにあるビーチで、スポンジ・ボブらはここによく遊びに来る。初出は「破れたパンツ」である。
海底深くにはスーパー・グーという火山地帯があり、そこからベトベト泡が漏れ出したことがある。
ビキニタウン警察署（Bikini Bottom Police Department）
ビキニタウンの犯罪者を収容する警察署で、オフィサー・ジョンとナンシー・オ・マリーとオフィサー・ロブ・ジョンソンなどの警察官が勤務している。通常は「Police Station」と書かれている。犯罪者を捕まえるが、カーニとイカルドとパフ先生のいずれか（特にパフ先生）が逮捕される回が多い。「逃亡者はつらいよ」ではスポンジ・ボブとパトリックも入ったことがある。
ビキニタウン刑務所（Bikini Bottom Jail）
ビキニタウンの犯罪者を収容する刑務所で、スポンジ・ボブが原因で交通事故を起こしたパフ先生が入れられたことがある。プランクトン専用の小さな独房がある。
TVシリーズではイカルドとツゲグッチー・シメコロシーを牢屋に入れたシーンでパトリックが登場し、2人現行犯逮捕と見なす。劇場版1ではプランクトンが逮捕され、パトカー型の小さな独房に入れられる。
ビキニタウンの病院（Bikini Bottom Hospital）
病気や事故などを治療するビキニタウンの病院で、赤十字のような錨のマークがあしらわれている。パープル・ドクターフィッシュとドクター・ジル・ギリアムなどの医療関係者が勤務しているほか、時々警察官も登場する。
リーフ映画館（Reef Cinema）
ビキニタウンにある映画館。
ビキニタウン動物保護施設（Animal Shelter）
ビキニタウンにある動物保護施設。スポットやゲイリーも保護されたことがある。「プランクトンのペット」ではパトリックが保護されていた。
ラスティーズ・リブ・アイ（Rusty's Rib Eye）
1866年に成立したラスティーがオーナーのレストラン。カニカーニより先輩である。ビキニタウン一古いレストランとしても知られている。1975年に閉鎖し、今はパン屋が建っている。
また、彼のレストランの名前は、「ラスティー・リケッズ」
グーフィー・グーバー(Goofy Goober's Ice Cream Party Boat)
劇場版一作目で登場後、シーズン11以降に本編でも登場するようになった子供向けアイスクリームバー。店員がナッツ型の着ぐるみに入ってイメージキャラクターの「グーフィー・グーバー」を演じる。店には子供が食事・観賞するためのテーブルとバーテンダーらしきものが存在。スポンジ・ボブとパトリックが店に入っては荒らしまわる展開に発展することが多い。店員は専用着とナッツ型の帽子をかぶっている。

グローブワールド（Glove World）
グロービー・グローブ（Glovey Glove）というマスコットキャラクターのいる遊園地。中には炎のげんこつコースターやミトン列車などのアトラクションがある。『さよなら遊園地』では、近くに「グローブユニバース（Glove Universe）」がオープンしたため閉鎖したといわれているが、その後の回では普通に登場する上に地下室が存在したことにされるなど、設定は毎回変更されがち。
炎のげんこつコースター（Fiery Fist O' Pain）
グローブワールドにあるアトラクション。どこよりも大きく、どこよりも速く、どこよりも痛い、背骨紛失の危険がある。
ミトン列車（The Mitten）
グローブワールドにある赤ちゃん用のアトラクション。スポンジ・ボブとパトリックはヒステリーを3回起こし、同乗していた赤ちゃんに「うるちゃい!!」と怒られたが、「ミトン列車はあの子には怖すぎたようだね」とスポンジ・ボブは述べている。

バーゲンマート (Barg'N Mart)
スポンジボブシリーズの主なスーパーマーケットの1つ。ビキニタウンの市民がよく行く架空のマーケットショップ。そこで働く従業員は、「ルー (Lou)」、「ゲイル (Gale)」、「デニス (Dennis)」、「ユージン・ザ・キャッシャー (Eugene the Cashier)」という名前。

イカイカパラダイス（Squidville）
イカ型の人が集団で暮らしている街で、 「イカイカパラダイス」のみ登場。皆がイカルドと同じ形の家に住んでいる。1894年に開拓した。
ここの住人たちは来る日も来る日も全く同じこと（サイクリング・ダンス・買い物など）をして過ごすため、初めは喜んでいたイカルドでさえもおかしくなってしまった。
スポンジヘンジ（SpongeHenge）
クラゲに追い回されたスポンジ・ボブが洞窟で作った自分の石像群。像の穴を風が通り抜ける際に、独特のメロディーを奏で、クラゲたちはその音を好む。4996年に世界遺産に登録。
ニューコンブシティ（New Kelp City）
『ボクはだれボブ？』で登場したかなり恐ろしい町。外見はニューヨークのパロディーとされている。この町もアメリカ独立まで町名は存在しなかった。後にザ・バブル・パッチン・ボーイズが現れた。この街はシャボン玉を吹いてはいけない街だったが、ザ・バブル・パッチン・ボーイズを倒した後は記憶を失ったスポンジ・ボブが市長になり、ニューコンブシティの住人達がこの街でシャボン玉を吹くようになった。最後はシャボン玉が住人たちの目に入ったせいで町は大騒ぎになった。
アトランティス（Atlantis）
ロイヤル大・帝王・サマサマが住んでいる王国。伝説の大陸アトランティスとは別のもの。最初は何もない平地だったが、紀元前9500年に建造物ができた。そこには科学やお金、シャボン玉などのコーナーがある、博物館のようなものとなっている。そこへ行くには、魔除けを使った歌を燃料に動くバスに乗る必要がある。ただし、途中で歌をやめたり、歌詞を忘れたりすると、そのまま墜落してしまう（実際にパトリックが行く途中で歌詞を忘れて、そのまま墜落してしまった）。
マスタード鉱山（Mustard Mine）
「マスタードを掘り当てろ」で登場した、 マスタードがいっぱいある洞窟。 ダイヤモンドや金などもあり、エスカレーターや電車もある 。パスコードがないと入れない。 各駅は石炭、石灰岩、調味料がある。
シャボン玉教習所（Soap Bubble Board School）
「シャボン玉ボート」で登場する。
スポンジボブが教師であった。
ボトルシップコンテスト（Ship-in-a-bottle contest）
「ボトルシップを作ろう」で登場する。
シャボンタウン（Bubbletown）
「シャボンタウン」で登場した、大人も子供も楽しめる町。 駐車場も必要なしで、シャボンバスは誰でも乗れる。働いてる人はシャボンビルで働いている。食品はいっぱいあるがシャボンドックがおススメ。スポンジボブが犬を踏み潰したために街が壊れている。最後はカーニさんが街をまた壊していった。また、「シャボンカニカーニ」もある。

劇場版
グーフィー・グーバーズ・アイスクリーム・パーティー・ボー（Goofy Goober's Ice Cream Party Boat）
劇場版1で登場。
シェルシティ（Shell City）
劇場版1で登場。サイクロプスがいるという恐ろしいところで、そこに行って帰ってこられたものはいない。実は海のお土産屋のことであり、サイクロプスの正体はそこの店の店主。看板には「死んだ先（DEAD AHEAD）」と書かれている。『釣り針遊び』でも似ている店が登場している。
ザ・カントリー・ライン（The County Line）
上記と同じく劇場版1で登場。ビキニタウンから離れた所にある小さなガソリンスタンド。現在活動しているのはフロイドとロイドの2人だけ。店は古く、1960年頃に建てられている。
タゥグ・タグ（Thug Tug）
上記と同じく劇場版1で登場。酒場の魚たちが活動した大きな船であるお店。元々はハック・スライダー船長の船。最後は殺し屋デニスがリーダーをぶっ飛ばしたことで、店が沈んでしまった。
ビキニ環礁（Bikini Atoll)
オープニングで出てくるヤシの木が三本植えてあるだけの小島。この島から真下に潜る事でビキニタウンに到達でき、本編の一部の回や劇場版一作目などで重要な場所になっている。シーズン12まで、海賊パッチーはこの島に到達することを最終目的としていた。

### 乗り物
ボート（Boat）
この世界のボートは車輪やエンジンのついた車のようなものである。また、車でない普通のボートや船もある。シャボン玉ボートというものもある。
透明ボート（Invisible Boatmobile）
マーメイドマンとフジツボボーイが使用している透明のボート。フジツボボーイになぜ船を透明にしたのかと言われたことがある。「マーメイドマンとフジツボボーイ||」では折り紙のように折りたたまれる折り紙ボタンがあった。
潜水艦（Submarine）
この世界の潜水艦は空を飛ぶ乗り物である。サンディの潜水艦にはミサイルがついている（渋滞になった時のためらしい。「べとべと泡をやっつけろ」より）。
バス（Bus）
朱色のバス。バスの上にはラッパ、後ろには尻尾のようなものが付いている。
自転車（Bicycle）
イカルドが乗っていた自転車。劇場版1などでは寝そべりながら足でこぐタイプの自転車が登場する。
バスブラスター3000（Bass Blaster 3000）
「58回目の運転免許試験」で登場したパトリックのボート。『願いの井戸』ではパフ先生が乗っていた。スポンジボブが免許証を破ったため捨てたのである
タイムマシン（Time Machine）
『タイムマシーン』では、2000年後のタイムマシンが登場。イカルドが過去や未来に行ったり、何も無い世界に行ったりなどをしていた（夢ではない）。
『タイムマシン』ではマーメイドマンとフジツボボーイのタイムマシンが登場。ガレージのような形である。スポンジ・ボブらが一度これで過去を変えてしまったことがある。
劇場版2ではスポンジ・ボブとプランクトンがタイムマシンを作り、過去や未来に行った。
バーガーカー（The Patty Wagon）
劇場版1で登場。カーニが宣伝用に作った車。名前のとおりバーガーの形である。カーニバーガー型の車とも呼ばれる。この車に乗ってスポンジ・ボブとパトリックがシェルシティに向かった。キーはフライ返しの形である。また、パトリックに免許を持ってないと言われた際は「これはバーガーだから免許はいらない」と言っている。
最後はフラッグフィッシュに食べられ、フラッグフィッシュは巨大ウナギに食べられた。
ゲームでもよく登場する。
観光バス
地上(海面ランド)を観光する際にガイドのブームが運転していて入口がなく、屋根もない。これは、地上でも水を確保するバケツと同じ作りである。

### 道具
フライ返し（Spatula）
フライ係のスポンジ・ボブが大事に使っている。スポンジ・ボブはフライ返しを大切にしている。『伝説のフライ係』では本人は「父からもらった」と発言している。『スポンジ・ボブの日記』によると「フィフィ」という名前を付けている。
クラリネット（Clarinet）
イカルドのクラリネット。イカルドはクラリネットを吹くのが趣味だが、演奏は下手。「巨大イカルド」では巨大化したイカルドのために巨大クラリネットを作ったこともある。クラリネットが不良であるというわけではなく、他人がそのクラリネットで演奏すると正しい音程が鳴る。
ホラガイ
作中でよく登場しており、スポンジ・ボブらが使用する受話器のようなものである。
目覚まし時計
スポンジ・ボブの目覚まし時計。大きなラッパのようなものがついている。アラーム音はエピソードによって違う。「ああ　いとしのパイナップル」ではネマトーダに食べられたため音が徐々に小さくなり、最後には消えてしまった。
秘密のレシピ（Krabby Patty formula）
カーニバーガーの作り方が書かれたレシピ。企業秘密で内容はスポンジ・ボブとイカルドとカーニしか知らない。よくプランクトンに狙われているが、そのたびに返されるか、「プランクトン 降参する」「愛し野我がエサバケツ亭」など偽のレシピを手に入れるというパターンが多い。プランクトンが真の意味で秘密のレシピを奪うことに成功したのは劇場版一作目のみである。瓶詰で常に金庫に保管している。レシピのコピーもあるが、こちらはプランクトンに飲み込まれてしまった。また、スポンジ・ボブが気絶した時に匂いを嗅がせて復活させるという、気付け薬のような役割もしている。「秘密のレシピが盗まれた」では タイマーが設置されたため朝まで開かず、その間にカーニが取り返した。

### 食べ物と飲み物

#### 食べ物
カーニバーガー（Krabby Patty）
「カニカーニ」の看板メニュー。大人気で、嫌いな人はいないほど。缶詰に保存されている非常用カーニバーガーもある。カーニと喧嘩別れしたプランクトンがドアを勢いよく閉めた時、偶然、棚の上の食材が落ちて、お肉に入ったところ、カーニが味見したとき素晴らしく美味しかっため誕生した。スポンジ・バックが作った「カーニ・チリ」という料理が基になっている。レシピは企業秘密だが、よくプランクトンに狙われる。初めて食べた人には中毒性があるらしく、破裂するまで食べるのをやめることができないと言われる（「クセになる味」ではイカルドが一度カーニ―バーガーを好きになり、そうなった）。代金は、ひとつ1ドル98セントまたは2ドル。しかし、カーニさんの趣向次第で値段が割引されず、むしろ二倍に増加して販売されることもある。昔は10セントで売られていた。さらに裏レシピ（?）として、カーニバーガーで作ったピザがある。
作り方は 「毛皮泥棒」によると パティを183秒で焼く ハンバーグパティにスライスチーズ、レタス、トマトの輪切り、キュウリのピクルス、タマネギの薄切り、ケチャップ、マスタード、マヨネーズの8種類の材料である。地上で言うチーズバーガー。
カニカーニのピザ（Krusty Krab Pizza）
『デリバリーピザ』から登場したピザ。普通に作ったものではなく、カーニバーガーを加工して作ったもの。
パティ（Patty）
『パティ マイ ラブ』で登場したハンバーグの似顔絵。目にはミニトマト、鼻にはキュウリのピクルス、頬がケチャップ、口にはマスタードが使用された。最後はタフ・ガイがこのカーニバーガーを食べようとしていたが、涙が出ているところはスポンジ・ボブが作った。
カーニドッグ（Krusty Dog）
『カーニドッグ』で登場した「カニカーニ」の看板メニュー。
作り方はフランクフルトソーセージにマスタードの材料とする。
ウインナーバーガー
『スポンジ・ボブ、クビになる』に登場したオリジナルバーガー。ホットドッグを刻んでバーガーにしたが、クビにされた。
ピザバーガー
『スポンジ・ボブ、クビになる』に登場したオリジナルバーガー。ピザを挟んだバーガー。同じくクビにされた。
ブリトーバーガー
『スポンジ・ボブ、クビになる』に登場したオリジナルバーガー。ブリトーを挟んだバーガー。しかし、客が食べて具がはみ出たためクビになった。
ヌードルバーガー
『スポンジ・ボブ、クビになる』に登場したオリジナルバーガー。ヌードルを挟んだバーガー。さっそく作ったが即刻クビにされた。
エサバケツバーガー（Chum Burger）
高校生のとき、プランクトンが学校に持っていったバケツに入っていたものを、プランクトンが学校で学んでいた記憶をもとに作ったバーガーだが、非常に不人気だった。
エサバケツバーガー以外にも、エサスティックなどのメニューもある。
エサ（Chum）
プランクトンが料理に使用している。エサはまずく、生で食べると死亡する危険があり、サンディは実際にエサをスプーン一杯食べただけでショック死している。悪臭があり、犯罪者の間ではこの臭いが銀行強盗に使用されている。デッドアイ・プランクトンが作った「デッド・チャム」が基になっている。他にもハンカチに臭いを塗りつけて相手を気絶させるという、クロロホルムのような役割もしている。また、エサを顔にかけると顔を変えることができる。
『プランクトンのお得意さま』ではカーニもエサ料理を作ったが、「今まで食べた中で2番目にまずい」と言われた。
『プランクトンの大脱獄!』では、エサの材料は、培養されたカビ（かびた靴下）、亜熱帯植物（バナナの皮）、有機物のつなぎ（生ごみ）、生きた細菌の培養物（鼻をかんだハンカチ）。
エサ・フリカッセ（Chum Fricasse）
『エサバケツ亭で大繁盛』で登場したフリカッセ。イカルドが祖母のレシピを使ってこの料理に決めたもの。スポンジ・ボブとカーニも一度味見はしていたが、他のエサと違って味は凄く美味しくなった。しかし、エサの過熱処理を怠ったことをイカルドの祖母が指摘してレシピを取り上げた。
スティンキーバーガー（Stinky Burger）
カーニとプランクトンが子供の頃大人気だったバーガー。このバーガーでスティンキーがかなり儲かっているのを見て、二人はバーガーを作ろうとする。
海藻ポテト（Seaweed Potato）
もう一つの「カニカーニ」の看板メニュー。原語版では「サンゴ・ビッツ（Coral Bits）」と呼ばれている。『楽しい釣り旅行』で登場したフライドポテトのような食べ物。
ラスティー・サンドイッチ（Rusty Sandwich）
「ラスティーズ・リブ・アイ」のメニューのサンドイッチ。原語版では「ラスティーズ・リブ・アイ（Rusty on Rye）」という名前である。「9番目のメニュー」とも呼ばれている。材料は、流木を削ったもの、プラスチックのペースト、天然樹脂。
手作りクッキー
「カニカーニホテル」から登場したイカルドのママがよく作る手作りクッキー  「黒いレモネード」ではスポンジボブとパトリックが作ったクッキー 中には蜘蛛の卵。原語版では「海のビスケット（Sea Biscuits）」と呼ばれている。
海藻ヌードルシチュー
「恋するゲイリー」で登場したヌードル風のシチュー

#### 飲み物
ミルクシェイク（Milkshake）
『カーニバーガーの作り方』や『ミルクシェイクの免許』で登場したミルクセーキ。なお、シェイクを作りには免許書が必要で、期限が切れた場合新しいものに変える必要がある（実際にスポンジ・ボブのものは7年前に期限切れだった）。
コンブシェイク（Kelp Shake）
シーズン4の『仲良しライバル』で登場した昆布味のセーキ。飲んだ後は体が黄緑色になる。効果は『カビ、カビ、カビ』で登場した青カビと『スポンジカーニ』で登場したスポンジバーガーを食べた後に類似する。
シーホースミルク（Sea House Milk）
『いとしのゲイリー』で登場。タツノオトシゴの乳汁であるかと考えられるが、地上版で言うと牛乳のパロディーとされるのが通常的。時間が立つとヨーグルトのように腐ってしまう。パトリックが腐って固まったミルクを食べた時まずいと言っていた。
カーニスープ
『スープの中のヒッピーたち』に登場。カニカーニの新メニューとして作られた。中にはヒッピー3人組とヒッピーになったパトリックが入っている。材料はカーニがゴミ箱から拾って来た残飯だが、ほとんどが中に入っていたヒッピーに食べられてしまった。ヒッピーの体の大きさにもかかわらず、鍋の中に入ることができる他にも茶碗の中にも入っている。スープの茶碗の中にヒッピーがいることも、お客さんは気付いていた。ヒッピー3人組はカーニスープではなく、最後はイカルドのお風呂にもヒッピーが出てくる。
黒いレモネード（Black lemonade）
『黒いレモネード』で登場したイカルドの鼻から出る墨。原語版では「インクレモネード（Ink Lemonade）」である。レモンは使っておらず、パトリックがイカルドを怖いもので驚かして吐き出させた墨のみで作られている。
レモネード（lemonade）
『黒いレモネード』から登場した汚れたレモンとパトリックの絆創膏で作ったレモネード。

#### 調味料
ケチャップ（Ketchup）
ハンバーガーやホットドッグでよく使用されているトマトケチャップ。
マスタード（Mustard）
上記と同様。ハンバーガーやホットドッグでよく使用されているイエローマスタード。「マスタードを掘り当てろ」では人気だった。
マヨネーズ（Mayonnaise）
上記と同様。ハンバーガーやホットドッグでよく使用されているマヨネーズ。通称は「マヨ（Mayo）」。実写として登場する場合もある。クローンクラゲにかけると消滅する。劇場版2では武器として使った。
タルタルソース（Tartar Sause）
『ニセ カーニさん』から登場したタルタルソース。劇場版2では、飛行機に乗っていたプランクトンが原子爆弾のように落として、カニカーニの方に狙った。他のエピソードにも登場しているが、やはり武器として使われる事が多い。「マーメイドマンとフジツボボーイ」の回では マン・レイを倒すためにあった。
クラゲゼリー（Jellyfish Jelly）
『クラゲハンター』から登場したクラゲの蜜。通常では、ゼリーと呼ばれているが、またはジャムとも呼ばれる。地上版で言うと、蜂蜜のパロディーとされている。味は蜂蜜よりもイチゴジャムやメープルシロップに近い。イカルドが「イチゴ味」と言っていた。
シーナッツバター（Sea-Nut Butter）
『風邪ひきスポンジ・ボブ』から登場。地上版で言うと、ピーナッツバター（またはピーナッツクリーム）のパロディーとされている。時々ピーナッツという時もある。偽者の医者であるパトリックが風邪をひいたスポンジ・ボブをこれを使って治療しようとしていた（実際は効かない。）
オマヌケソース（Goofy salsa）
『オマヌケ・ソースで大混乱！』から登場。サンディの言った通りにカーニさんがパトリックよりマヌケになる為に、パトリックのDNAを混ぜて作られたソース。これが体に着くか、匂いを浴びると、その人物はパトリックのような尖った頭を持つマヌケになる。最初はカレンに効果を疑われ、「自分のパンツを煮た方がいい」とツッコまれるもソースを作り終えたが、ソースが体に着き、マヌケになる。更にその匂いが染みついた間抜け雲によるマヌケ雨によって町の住人が全員マヌケになる。ツリードームに居たサンディとコンピューターだったカレンだけは無効。勉強すればマヌケを治すことができ、パトリックのような尖った頭がだんだん小さくなる。間抜けが治った者は卒業するが、プランクトンだけはマヌケのままであり、毎回カーニさんに勝てる雰囲気がないばかりである。

#### 加工品
ツナ缶（Tuna）
『つり針あそび』で登場したツナ缶。実写として登場。中身にはツナではなく、スポンジ・ボブが入ってたりする。最後はパトリックがツナ缶になっていた。
ライ豆（Lima Beans）
『カニカニ・ランド』で登場したライ豆入りの缶詰。最初はタフ・ガイがスポンジ・ボブにこのライ豆を食べさせたが、最後はカーニまで食べさせてしまった。

#### 作中における自然現象
炎
海の中だが、炎を纏うことがある。スポンジ・ボブの家やビキニタウンなどで火災や火事が起こることも時々ある。劇場版1ではネプチューン王がカーニを燃やそうとしていた場合も出てくる。「逃亡者はつらいよ」ではパトリックがその事に疑問を感じていた。
水
海の中だが、飲み水やシャワーの水などが存在する上に、ビキニタウンの上から雨や雪が降ることもある。水と水が交わる場合もある。もしくは水道水とも言われる。
海藻
海の植物。雑草（地上版で言うと）の代わりに生えているもの。劇場版1では、ネプチューン王の長女・ミンディがスポンジ・ボブとパトリックの口の周りにつけ、髭の代わりにしようとしていた。
雷雨
海の中だが、電気を纏い、時々雷を鳴り響いたり、雨を降らせたりする。天気の一つ。雨が降ることはほとんどないが、『原始のスポンジ・ボブ』と『スポンジ・ボブとビーーッグウェ〜ブ』では雨が降り始めた。冬になると雨の代わりに雪が降ってくる。
冷凍
『風邪ひきスポンジ・ボブ』と『アイス・カーニバーガー』など、海の中だが、凍ったものが存在する（水がなくてもカチンコチンに凍らせることはできる）。温度を上げるとただの水になり、温度を下げると通常の氷へ戻っていく。劇場版1ではネプチューン王がカーニの体をカチンコチンに凍らせた。

#### その他
エイプリルフール
地上の世界にもある一日嘘をついてもよい風習。
リーフ・エリクソンデー
『シャボンくんはお友達』での架空の祝日。
スポンジ・ボブノーデー
町の住民達がスポンジ・ボブによる被害から逃れるために作った日。スポンジ・ボブ以外の住民達は町からいなくなり、スポンジ・ボブ1人になってしまった。スポンジ・ボブノーデーの間、町の住民達は木でスポンジ・ボブの人形を作って燃やしたり、灰で遊んだりしていた。スポンジ・ボブノーデーの後はパトリックノーデーも作った。モデルは恐らくガイ・フォークスデー。

## 放送局
ここでは、日本での放送を表記する。
| 放送局                       | 放送期間 | 放送日時 | 備考                                   |
| ---------------------------- | --- | --- | -------------------------------------- |
| ニコロデオン                 | 2000年1月 - 2009年9月30日 | 月曜 - 金曜 朝7時00分 - 7時30分 土曜 - 日曜 朝8時00分 - 8時30分 | 23時00分にも放送、正午はリピート放送   |
| ニコロデオン                 | 2018年1月30日 - 2022年1月31日 | |                                        |
| NHK BS2                      | 2005年12月26日 - 2007年8月2日 | BS衛星アニメ劇場枠 | 2か国語放送                            |
| NHK教育 ↓ NHK Eテレ          | 2007年7月1日 - 9月30日 2008年10月7日 - 2009年3月26日 2009年4月1日 - 6月24日 2009年12月30日 - 2010年3月24日 2015年4月4日 - 9月26日 2016年4月9日 - 10月1日 2017年4月8日 - 2022年4月2日 2019年4月11日 - 10月3日 2022年4月9日 - | 日曜 17時25分 - 17時50分 （2007年度7月分） 木曜 19時00分 - 19時25分 （2008年度 - 2009年度） 水曜 19時00分 - 19時25分 （2009年度 - 2010年度） 土曜 18時00分 - 18時25分 （2015年度、2016年度、2017年度、2018年度、2019年度、2020年度、2021年度） 木曜 19時15分 - 19時40分（再放送） （2019年4月11日-10月3日） 土曜 17時55分 - 18時20分 （2022年度以降） | 2か国語放送                            |
| NHK BS-hi ↓ NHK BSプレミアム | 2009年12月1日 - 2010年2月16日 2011年1月9日 - 3月29日 2016年2月29日 - 3月28日 | 火曜 19時25分 - 19時55分 日曜 8時25分 - 8時55分 月曜 18時30分 - 18時55分 | 2か国語放送                            |
| MTV                          | 2009年10月5日 - 2011年3月31日 | 月曜 - 木曜 18時00分 - 19時00分 | 吹替のみ放送                           |
| アニマックス                 | 2010年9月1日 - 2014年7月18日 | 月曜 - 金曜 9時00分 - 9時30分 | nicktime内 リピートあり 吹替えのみ放送 |
| BSフジ                       | 2013年4月4日 - 2015年3月26日 | 水曜 - 木曜 4時25分 - 4時55分 | 2か国語放送                            |
| テレビ大阪                   | 2018年6月6日 - 2019年4月15日 | 月曜 - 金曜 8時00分 - 8時15分 | 2か国語放送                            |
| テレビ愛知                   | 2018年6月10日 - | 日曜 11時10分 - 11時25分 | 2か国語放送                            |
| TOKYO MX2                    | 2018年6月13日 - 2019年9月27日 | 月曜 - 金曜 17時00分 - 17時30分 | 2か国語放送                            |
| テレビ北海道                 | 2018年12月20日 - 2019年3月15日 | 月曜 - 金曜 17時25分 - 17時55分 | 2か国語放送                            |
| 山梨放送                     | 2019年1月13日 - 3月31日 | 日曜 11時45分 - 12時00分 | 2か国語放送                            |
| TOKYO MX1                    | 2019年10月4日 - 2020年12月29日 | 火曜 19時00分 - 19時58分 | 2か国語放送                            |
| キッズステーション           | 2023年4月15日 - | 月曜 - 金曜 18時45分 - 19時00分 |                                        |
| BSJapanext                   | 2022年3月28日 - 2023年3月27日 | 月曜 - 金曜 17時00分 - 17時30分 | 吹替えのみ放送                         |
| 千葉テレビ                   | 2022年1月10日 - | 月曜 17時30分 - 18時00分 | 2カ国語放送                            |

## スタッフ
- 原案／オリジナルキャラクターデザイン：ステファン・ヒーレンバーグ
- ストーリー構成：ピーター・バーンズ
- シリーズ構成：メリウェザー・ウィリアムズ
- 編集：リン・ホブソン、オットー・フェルレン、ブラッド・カロー
- 編集助手：ジェフ・アダムス
- スーパーバイザーピクチャーエディター：クリストファー・ヒンク
- リレコ：DJ・リンチ、エリック・フリーマン、ロイ・ブレーバーマン
- セカンドエンジニア：ジム・リーダー
- キャラクターデザイナー：トッド・ホワイト
- プロップデザイナー：サディアス・ポール・コールドロン
- プロダクションマネージャー／キャスティング＆ミュージックコーディネーター／プロデューサー：ジェニー・モニカ・ハモンド
- エグゼクティブアシスタント：ネーサン・ジョンソン、ジェニー・モニカ・ハモンド
- フォーリーミキサー：ブラッド・ブロック
- キャスティングアシスタント：ロリーナ・ガリェゴ、リチャード・パートロー、モネット・ベックトールド
- 録音スタジオ：CRCスタジオ
- 海外主任：ダグ・ウィリアムズ
- プロダクションアシスタント：マーシー・デューイ、デレク・アイバーソン
- 作品開発：ステファン・ヒーレンバーグ、デレク・ドライモン、ティム・ヒル、ニコラス・R・ジェニングス
- 音楽：バリー・アンソニー、スティーブ・ベルファー、ニコラス・カー、セイジ・ガイトン、ジェレミー・ウェークフィールド
- 音響監督：アンドレア・ロマーノ
- ポストプロダクションディレクター：ヒース・アダムズ、ジェイソン・スティフ
- 音響制作／ポストプロダクションサービス：トッド・AO・ハリウッド・デジタル、アンダーソン・ビデオ、アンコール・ビデオ、ザ・ポスト・グループ、ハーセンダ・ポスト
- 録音：アル・ジョンソン
- スーパーバイジングレコーディングエンジニア：クランダル・クリューズ
- セカンドレコーディングエンジニア：ジャスティン・ブリンスフィールド
- 美術監督：ピーター・ベネット、ニコラス・R・ジェニングス、アラン・スマート
- CG制作助手：マーク・レナード
- CGアニメーター：クリスチャン・エヴァンズ、ティム・パイル
- CGスーパーバイジング／CG監督：アーネスト・チャン
- 技術監督：ヴィンセント・ウォーラー
- キャスティングディレクター：グリヨ・ゴンザレス、メアリアン・デイシー
- クリエイティブディレクター：デレク・ドライモン→ヴィンセント・ウォーラー
- ラインプロデューサー：ヘレン・カラファティック、キャスト・リコーン
- エグゼキュティブプロデューサー：ステファン・ヒーレンバーグ、ポール・ティビット
- スーパーバイジングプロデューサー：ポール・ティビット（2015年まで）、デレク・ドライモン、ヴィンセント・ウォーラー
- スーパーバイジングディレクター：アラン・スマート
- 監督：トム・ヤスミ、アラン・スマート、アンドリュー・オーバートゥーム
- アニメーション制作協力：ラフ・ドラフトスタジオ、ラフ・ドラフト・コリア
- アニメーション制作：ニコロデオン・アニメーション・スタジオ、ユナイテッド・プランクトン・ピクチャーズ
- 製作／著作：ニコロデオン、バイアコムメディアネットワークス[注釈 13]

### 各話スタッフ
- 脚本：アーロン・スプリンガー、ダニ・ミカエリ、ケイシー・アレクサンダー、ゼウス・セルバス、ルーク・ブルックシャー、ネイト・キャッシュ、リチャード・パーセル、デレク・アイバーソン、ショーン・チャーマツ、スティーブン・バンクス、トム・キング、ステファン・ヒーレンバーグ、デレク・ドライモン、ミスター・ローレンス[注釈 14]、ヴィンセント・ウォーラー、アンドリュー・オーバートゥム、マーク・チェッカレッリ、ブレイク・レモンズ、カズ、ダニー・ジョヴァンニーニ[注釈 15]
- 絵コンテ：CH・グリーンブラット、ポール・ティビット、アーロン・スプリンガー、ケイシー・アレクサンダー、ゼウス・セルバス、ルーク・ブルックシャー、ネイト・キャッシュ、ケント・オズボーン、ジェイ・ランダー、シェーム・コーエン、クリス・ヘッドリク、エリク・ウィーゼ
- 演出：カーソン・クーグラー、ケーレブ・ミューラー、ウィリアム・ライス、エリク・ウィーゼ、ポール・ティビット、チャック・クライン、アーロン・スプリンガー
- 演出助手：ゼウス・セルバス、ロブ・ローゼン、テッド・セコ、ヒース・マーティネス、カール・グリーンブラット、ブルース・B・ヘラー、ビル・ライス、ヒース・マーティネス、ケーレブ・ミューラー
- 絵コンテスーパーバイザー：シェーム・コーヘン

### 日本語版スタッフ
| 翻訳         | 石田淳子（シーズン1 - 現在） |
| 演出         | 中村光宏（シーズン1-3） 早川陽一（シーズン4-5） 岡屋有希（シーズン5-7） 鍛治谷功（シーズン5 - 現在） 小川利夫（担当時期不明）                      |
| 日本語版製作 | ニコロデオン 整音スタジオ（シーズン1） ビーライン（シーズン2・シーズン3） ブロードメディア・スタジオ（シーズン4） スタジオ・エコー（シーズン5 - ） |

## 主題歌

### オープニングテーマ
「スポンジボブ・スクエアパンツ テーマソング（SpongeBob SquarePants Theme Song）」
作詞：ステファン・ヒーレンバーグ、デレク・ドライモン／作曲：ハンク・スミス／訳詞：石田淳子
歌：トム・ケニー、パトリック・ペインティー／納谷六朗→奥田啓人
歌詞は日本語に訳されたものが使用されている。
日本語版ではシーズン1から納谷六朗が担当していたが、シーズン2終盤からキャプテンの声が納谷から奥田啓人に変更。それと同時に冒頭のセリフが「声が小さいぞ!」から「聞こえないぞ!」に変更された。また奥田に代わってからもう一度録り直されている。具体的な箇所を述べると、「う〜」と低く発せられていたのが、音程が高くなっている。したがって、日本語版には納谷が歌う1バージョン、奥田が歌う2バージョン、計3バージョンが存在する。
曲はト長調であるが、シーズン１～5のDVDの日本語音声では半音下の変ト長調のものが多い(そうでないものもある)。原語版と同じになったのは「スポンジ・ボブ　西部へ行く」からである。また、シーズン11以降のエピソードが収録されたDVDでは半音上の変イ長調になっている。
18話ではエンディングにも使われた。ただし伴奏などにアレンジが加えられた別バージョンである。
28話ではクリスマスバージョンが使われた。他の特殊バージョンとは違い、日本語吹き替え版でも原語版が使われている。
98話では「スポンジ・ボブ! ズボンは四角!」の部分が「ぼく誰? どんなパンツ?」（原語版では「WhoBob WhatPants」）になった特別バージョンが使用された。
劇場版1では海賊たちによるオーケストラバージョンでサビにコーラスや繰り返しなどが追加された。劇場版2でも披露された。
『スポンジ・ボブのクリスマス』では女の子達による合唱版が使われた、クリスマスバージョンの曲が日本語版歌詞で歌われたのは初。
『スポンジ・ボブの真実』ではイカルドやパトリック、カーニが主役のオープニング（替え歌）が登場した。シーズン11以降はスポンジボブ本人もこのテーマソングを本編中で挙げることがある。

### エンディングテーマ
「SpongeBob Closing Theme」
よく使われるエンディング曲。ニコロデオンの放送やNHKでは見ることが難しいため、DVD版のスポンジボブのエピソードで最後にまとめて表記されるクレジットなどを確認しなければフルバージョンを聞くことができない。クレジット自体が長引く傾向も多く、その時はこのエンディングテーマの前半部分をループ再生させて引き延ばすことで対処される。
「We Wish You a Merry Christmas」（第28話）
スチールギターアレンジ。
「スポンジ・ボブのテーマ」
作詞／作曲／編曲／歌：RIP SLYME
日本版オリジナル曲。NHK教育版で2009年4月(シーズン6)〜2019年3月(シーズン11途中)にかけて使用された。映像は当日に放送された分を静止画として使われていた。
2016年4月の放送より原語版と同じ絵（曲はそのまま）が使われ、クレジット表記のフェード演出は廃止された、尺によっては当日に放送された分の静止画が使われることがある。
シーズン8まで出演声優の名前がすべて表記されていたが、シーズン9ではメインキャラクター（スポンジ・ボブ、パトリック、イカルド、カーニ、サンディ、プランクトン、カレン、パフ先生、パール）以外のキャラクターの名前は表記されず、その回でメインキャラが登場しない時は声優の名前も表記されていない。
「ONE WAY」
作詞／作曲:向井太一
柵渠／編曲:CELSIOR COUPE
歌：BOYS AND MEN
日本版オリジナル曲。NHK教育版で2019年4月6日(シーズン11途中の「わがまま自動運転」「おじいさんだよ、パトリック」回)から使用されている。
「Quest for the Best 1」
『トレーニングビデオ』でしか使われていないスタッフの曲。歌ではないが、サバイバーの「アイ・オブ・ザ・タイガー」という歌と類似しているらしい。

### 劇場版で使用されるエンディングテーマ
「Ocean Man」
歌：ウィーン
劇場版1のキャストロールに使用するテーマソング。
「SpongeBob & Patrick Confront The Psychic Wall of Energy」
歌：ザ・フレーミング・リップス
劇場版1のスタッフロールに使用するテーマソング。
「Just a Kid」
歌：ウィルコ
劇場版1のスタッフロールに使用するテーマソング。
「The Best Day Ever」
歌：スポンジ・ボブ（トム・ケニー）
劇場版1のスタッフロールに使用するテーマソング。ただし初期の本編回で登場した楽曲でもある。
「Squeeze Me」
歌：N.E.R.D
スポンジ・ボブとプランクトンが乗っていたタイムマシンや劇場版2のスタッフロールに使用するテーマソング。

### 挿入歌
「SpongeBob ScaredyPants」（第13話）
エンディングテーマとしても使用。
「ループ・デ・ループ（Loop de Loop）」（第21話）
作：メルチオンド・マイケル／フリーマン・アーロン、歌：ウィーン
「デイドリーム」（第111話）
作詞／作曲：ジョン・スチュワート、歌：モンキーズ
原語版のエンディングテーマとしても使用。
「Ridin' the Hook」
歌：スポンジ・ボブ（トム・ケニー）、パトリック（ビル・ファッガーバッケ）
『スポンジ・ボブとビーーッグウェ〜ブ』のイメージソング。DVDに収録された。

## 賞歴
- 第38回アニー賞
  - 子供向けテレビアニメ賞受賞
  - テレビアニメ音楽賞受賞

## DVD

### TVシリーズ
放送順には収録されていない。（）はエピソード収録の数。基本的にNHK放送に移行した後も定期的に和訳された作品が発売されている。
- スポンジ・ボブ 海のみんなが大集GO～！（10）
- スポンジ・ボブ うれし!うらめし?ハロウィ〜ン（10）
- スポンジ・ボブ ハズむ夢をさがそう♪（9）
- スポンジ・ボブ かくれんぼはドッキドキ♪（9）
- スポンジ・ボブ 海の底のおとぎ話（9）
- スポンジ・ボブ スポンジ・ボブ原始時代へ行く（9）
- スポンジ・ボブ クリスマスってだれ？（9）
- スポンジ・ボブ ビキニタウンはお祭りさわぎ！！（9）
- スポンジ・ボブ 四角いズボンに ま～るい穴（10）
- スポンジ・ボブ みんなのいのちを守ろOh～！（8）
- スポンジ・ボブ ただいまお仕事ちゅう～♪（8）
- スポンジ・ボブ あぁ 愛しのパイナップル（8）
- スポンジ・ボブ カーニバーガーこわいよ～！（8）
- スポンジ・ボブと アトランティス、行きたいんデス TVスペシャル版（7）
- スポンジ・ボブ　騎士になる（6）
- スポンジ・ボブ　カラテ・アイランド（7）
- スポンジ・ボブ　最高のバースデーtoユー（7）
- スポンジ・ボブ　さよなら！いとしのゲイリー（6）
- スポンジ・ボブ　7つの冒険（7）
- スポンジ・ボブ おでかけパック
  - スポンジ・ボブ おでかけパック ハロウィンで大騒ぎ編（2）
  - スポンジ・ボブ おでかけパック はたらくってすばらしい!?編（2）
  - スポンジ・ボブ おでかけパック 友達はサイコ～編（2）
  - スポンジ・ボブ おでかけパック タイムマシーンでどこまでも行こう！編（2）
  - スポンジ・ボブ おでかけパック クリスマスだ！レッツ パーティ!?編（2）
  - スポンジ・ボブ おでかけパック ヒーローになった!?スポンジ・ボブ編（2）
- スポンジ・ボブ いつだってキミに夢中（7）
- スポンジ・ボブ 大キライは友達のはじまり（7）
- スポンジ・ボブ　最高にハッピーな10の思い出（10）
- スポンジ・ボブ 西部へいく（7）
- スポンジ・ボブ　ボクはだれボブ？（6）
- スポンジ・ボブ スポンジ・ボブとビーーッグウェ～ブ（7）
- 剣闘士　スポンジ・ボブ（6）
- スポンジ・ボブ　ボクの相棒（6）
- スポンジ・ボブ　パジャマ・パーティー（6）
- スポンジ・ボブ オセアニック急行事件（5）
- スポンジ・ボブ スポンジ・ボブの真実（3）
- スポンジ・ボブ クラゲ畑を取り戻せ！（5）
- スポンジ・ボブ スポンジ・ボブのバイキング・アドベンチャー（6）
- スポンジ・ボブ ズボンはまん丸（6）
- スポンジ・ボブ トリトン王子の反抗(5)
- スポンジ・ボブ ヒーローがいっぱい（6）
- スポンジ・ボブ ビキニタウンの伝説（6）
- スポンジ・ボブ　本番スタート！（6）
- スポンジ・ボブ　盗まれた秘密のレシピ（6）
- スポンジ・ボブ ビキニタウンの呪い（6）
- スポンジ・ボブ 恋するゲイリー（6）
- スポンジ・ボブとタイムマシン（6）
- スポンジ・ボブのクリスマス（5）
- スポンジ・ボブ　クラリネット騒音事件（6）
- スポンジ・ボブ　雪のレース大会（5）
- 海の底で事件発生！ 助けてスポンジ・ボブ（6）
- スポンジ・ボブ　旅行にGO！（5）
- スポンジ・ボブ　呪いの幽霊船（5）
- スポンジ・ボブのワールドツアー♪ （5）
- スポンジ・ボブ　新しいパイナップル・ハウス（6）
- スポンジ・ボブ カーニバーガー争奪戦(6)
- スポンジ・ボブ プランクトンの大脱獄(6)
- スポンジ・ボブ シーサイド・ストーリー(7)
- スポンジ・ボブ カーニさんの武勇伝(6)
- スポンジ・ボブ スポンジ・ボブの長ズボン (6)
- スポンジ ・ボブ イカルドの護身術 (6)
- スポンジ・ボブ スポンジ・ボブ クビになる (6)
- スポンジ・ボブ ベトベト泡をやっつけろ (6)
- スポンジ・ボブ スポンジ・ボブはお医者さん (6)
- スポンジ・ボブ スポンジ・ボブのシャボン玉ボート (6)
- スポンジ・ボブ ミニ・スポンジ・ボブ (6)
- スポンジ・ボブ お寝ぼけパトリック (4)
- スポンジ・ボブ スポンジ原人 (6)
- スポンジ・ボブ スポンジ・ボブの屋上レストラン (5)
- スポンジ・ボブ 探偵イカルド (6)
- スポンジ・ボブ おしゃべりゲイリー (4)

TVシリーズのDVD、コンプリートBOXも発売されている(シーズン1~7)。劇場版1、2はそれぞれDVDとBlu-rayの両方が発売されている。劇場版3は11月10日にDVDとBlu-rayが発売予定。

## ゲーム
スポンジ・ボブとなかまたち（ニンテンドーDS）
アメリカでは2006年8月21日、日本では2007年3月15日発売。ストーリーモードはワイヤレス通信の協力プレイ、ミニゲームはダウンロードプレイが可能。

スポンジ・ボブ （PlayStation 2、Wii）
アメリカでは2006年11月19日、日本では2007年3月15日発売。夢の中のスポンジ・ボブを操作する。スポンジ・ボブ、パトリック、プランクトンの3人のキャラクターを操作できる。

スポンジ・ボブとなかまたち トイボットのこうげき（Wii、ニンテンドーDS）
アメリカでは2007年10月23日、日本ではWii版は2007年12月20日、ニンテンドーDS版は2007年12月27日に発売。『スポンジ・ボブとなかまたち』の続編。トイボットにさらわれたパトリックを助けに冒険する。プレイキャラクターは5人の中から2人選択できる。
スポンジ・ボブとアトランティス、行きたいんデス（ニンテンドーDS）
アメリカでは2007年10月23日、日本では2008年6月26日発売。基本的なストーリーはTVシリーズの『スポンジ・ボブとアトランティス、行きたいんデス』と同じである。キャラクターはスポンジ・ボブ、パトリック、カーニ、サンディの4人の中から2人選択して操作できる。イカルドは巨大プランクトンのボスとして登場する。
キャラ・パシャ!スポンジ・ボブ（発売：日本コロムビア）（ニンテンドーDSiウェア）
ニンテンドーDSiのカメラ機能を使ったキャラクター写真フレームソフトのひとつ。2011年1月19日配信開始。

スポンジ・ボブ：Battle for Bikini Bottom - Rehydrated（発売：THQ Nordic）（Nintendo Switch、PlayStation 4、Xbox One）
アメリカでは2020年6月23日、日本では2020年8月20日発売。
ニコロデオンオールスター大乱闘 （発売：3goo）（Nintendo Switch、PlayStation 4）
アメリカでは2021年10月5日、日本では2022年11月24日発売。
スポンジボブ：ザ コズミック シェイク（発売：THQ Nordic）（Nintendo Switch、PlayStation 4、Xbox One）
アメリカでは2023年1月31日、日本では2023年2月28日発売。
日本国外の主なゲーム
アメリカなどの海外でよく知られるスポンジ・ボブのゲーム。発売日はいずれもアメリカのもの。
日本では未発売。
Super Sponge （発売：THQ）（PlayStation、GBA）
PS版は2001年11月5日、GBA版は2001年11月8日発売。
Revenge of the Flying Dutchman （発売：THQ）（GBA、PS2、GC）
GBA版は2002年9月10日、PS2版は2002年11月21日、GC版は2002年12月18日発売。
Battle for Bikini Bottom （発売：THQ）（PS2、Xbox、GC、GBA）
2003年10月31日発売。
The SpongeBob SquarePants Movie （発売：THQ）（GBA、GC、PS2、Xbox）
劇場版1のビデオゲーム版。2004年10月27日発売。ストーリーは劇場版1と同様だが、登場人物のボート・ジャッカーとリーダーとフラッグフィッシュと殺し屋デニスとサイクロプスとバケツ帽子をかぶっているネプチューン王はボスとして登場する。なお、殺し屋デニスは2回戦うことにしている。プレイヤーはスポンジ・ボブとパトリックの2人。
Light Camera Pants! （発売：THQ）（GC、GBA、Xbox、PS2、DS）
GC版・GBA版は2005年10月19日発売。Xbox版・PS2版は2005年10月21日発売。プレイヤーはスポンジ・ボブ、パトリック、サンディ、イカルドの4名。
Hero Pants （発売：アクティビジョン）（ニンテンドー3DS、PS Vita、Xbox 360）
劇場版2のビデオゲーム版。2015年2月3日発売。
Super Brawl Universe
ニコロデオンのオールスターバトル。「初代」から「4」のあたりでは、スポンジ・ボブとパトリックが参戦している。ただし、「4」では劇場版2で登場したインヴィンシバブルとミスター・スーパーアウサムネスが登場している。
スポンジ・ボブ: パトリック・スター・ゲーム（Nintendo Switch）
Nintendo Switchにて、2024年10月4日配信。パトリック・スターが主役の3Dアクションゲーム。

## 絵本

### 日本国内
- スポンジ・ボブのミラクルクリスマス
- ドラゴンvsスポンジ騎士
- スクープ反対！
- かぜひきスポンジ・ボブ
- アートコンテスト

### 海外版作
原作編とする日本国外の絵本のこと（もしくは海外版の絵本）。TVシリーズでは亡くなっている親戚も一度だけ登場している。
| No. | 初データ | タイトル                                          |
| 1   | 2005年   | 終わりのない滞在 The Never-Ending Stay            |
| 2   | 2007年   | お父さんの為に万歳! Hooray for Dads!              |
| 3   | 2011年   | スポンジ・ボブとお姫様 SpongeBob and the Princess |